# Marfaux
Marfaux è un comune francese di 157 abitanti situato nel dipartimento della Marna nella regione del Grand Est.

## Note

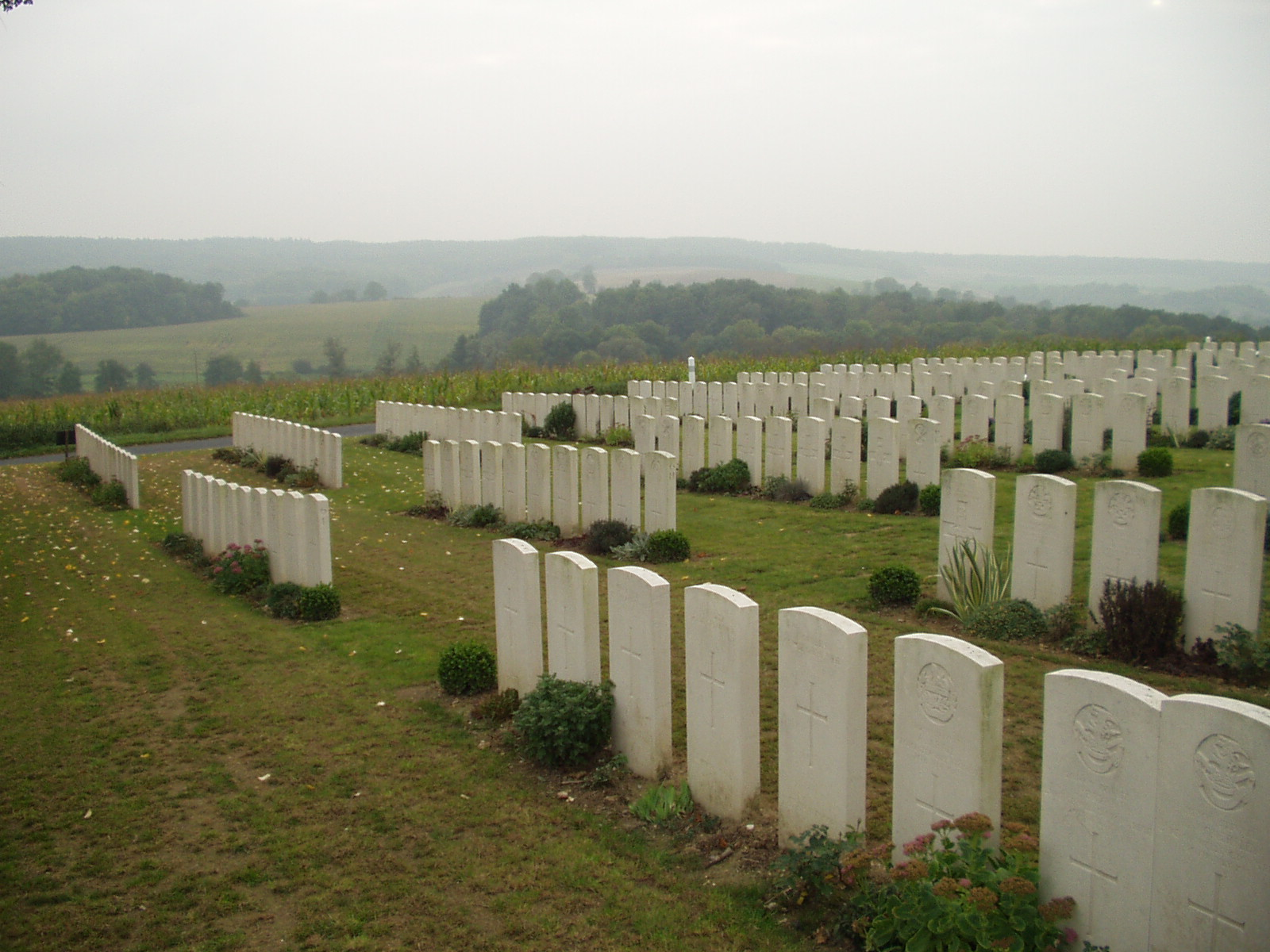
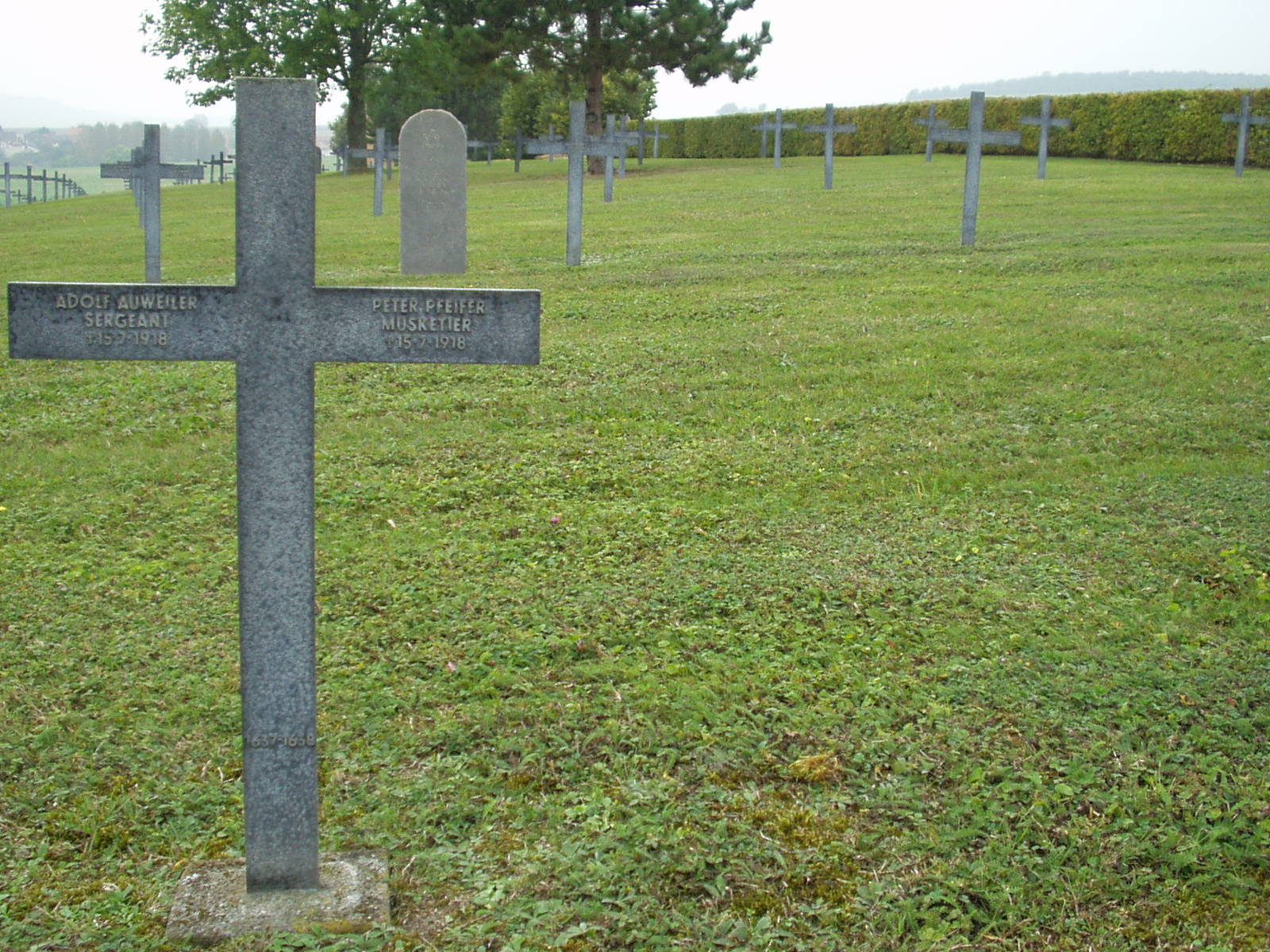
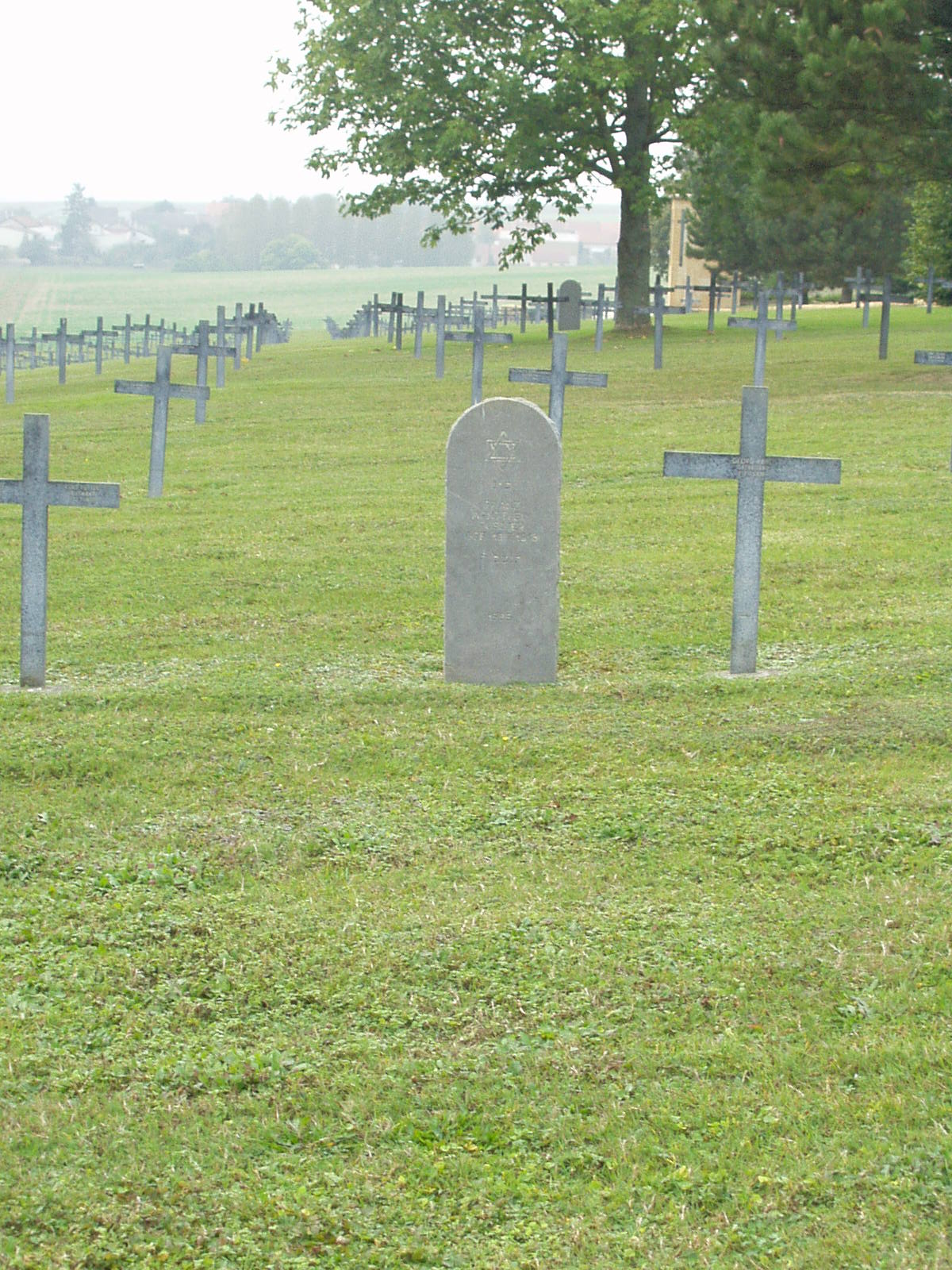

## Società

### Evoluzione demografica
Abitanti censiti